# عبد الملك بن زيدان

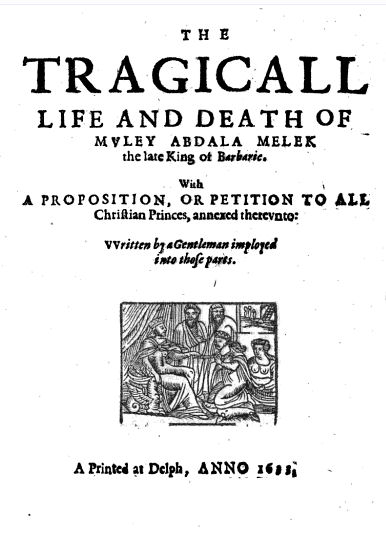
كتاب جون هاريسون، الذي كتبه عن حياة ووفاة عبد الملك الثاني سنة 1633

أبو مروان عبد الملك بن زيدان بن أحمد المنصور الذهبي السعدي الحسني أو عبد الملك الثاني سلطان مغربي من الدولة السعدية حكم مراكش بين 1623 و1631م.
بويع أبو مروان بعد وفاة أبيه سنة 1037 هـ وحاول أن يضبط المُلك فثار عليه أخَوان له، أحدهما الوليد والآخر محمد (المعروف بالشيخ)، فهزمهما واستولى على كل ما كان في أيديهما من الذخائر والعدة.
قُتل أبو مروان على يد بعض أهل مراكش بإيعاز من أخيه الوليد، وقيل: قتله العلوج وهو سكران.
قام الدبلوماسي الإنجليزي جون هاريسون بتأليف كتاب عن سيرة السلطان عبد الملك الثاني، نشر تحت عنوان «الحياة والوفاة المأسوية لمولاي عبد الملك، ملك البربر الراحل» (بالإنجليزية: The Tragical Life and Death of Muley Abdala Melek the late King of Barbarie)‏ سنة 1633.